# Ricky Grace
Ricky Ray Grace (* 20. August 1966 in Dallas) ist ein ehemaliger US-amerikanisch-australischer Basketballspieler.

## Laufbahn
Grace spielte in seinem Heimatland, den Vereinigten Staaten, von 1984 bis 1986 für die Mannschaft des Midland Colleges in Texas und von 1986 bis 1988 für die University of Oklahoma. Mit Oklahoma stieß er 1988 ins Endspiel der NCAA-Meisterschaft vor, dort verlor man gegen die University of Kansas. Grace kam im Laufe der Saison 1987/88 auf 14,7 Punkte und 7,2 Korbvorlagen je Begegnung, er war Mannschaftskamerad von Stacey King, Harvey Grant und Mookie Blaylock.
Grace begann seine Laufbahn als Berufsbasketballspieler bei den Topeka Sizzlers in der US-Liga Continental Basketball Association (CBA). In acht Einsätzen kam er auf 11,5 Punkte sowie 6,1 Korbvorlagen je Begegnung. Ab 1990 spielte Grace in Australien bei den Perth Wildcats, bei denen er in der Saison 1991 ins All-NBL First Team gewählt wurde.
Anfang November 1993 nahm ihn die NBA-Mannschaft Atlanta Hawks unter Vertrag. Grace wurde in drei Spielen eingesetzt (1,3 Punkte/Spiel) und Ende November 1993 wieder aus Atlantas Aufgebot gestrichen. Er ging zu den Perth Wildcats zurück, bei denen er bis 2005 unter Vertrag stand. 1990, 1991, 1995 und 2000 gewann er mit Perth den Meistertitel in der National Basketball League. 1990 und 1993 wurde er als bester Spieler der NBL-Finals ausgezeichnet. 2010 wurde Grace, der als Spieler den Spitznamen „Amazing“ erhielt, in die Ruhmeshalle des australischen Basketballverbands aufgenommen. Grace, der Hochschulabschlüsse in Politikwissenschaft und Erziehungswissenschaft erwarb, rief ein Bildungsprogramm für Jugendliche ins Leben und richtete sich mit seiner Arbeit insbesondere an die Urbevölkerung des Kontinents. 2019 wurde ihm für seine Arbeit die Auszeichnung „Member of the Order of Australia“ verliehen.

### Nationalmannschaft
Grace, der 1993 die australische Staatsbürgerschaft erhielt, gab 1996 seinen Einstand in der australischen Nationalmannschaft. Mit ihr nahm er an den Olympischen Sommerspielen 2000 in Sydney teil, wurde mit der Auswahl Vierter und erzielte im Turnierverlauf 3,3 Punkte je Begegnung.